# Maurice Bishop

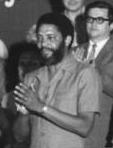
Maurice Bishop in Niederkaina, Kreis Bautzen (1982)

Maurice Rupert Bishop (* 29. Mai 1944 in Aruba, Niederländische Antillen; † 19. Oktober 1983 in Fort Rupert, Grenada) war ein grenadischer Politiker des sozialistischen New Jewel Movement. Von 1979 bis 1983 war er Premierminister Grenadas.

## Leben
Maurice Bishop wurde als Sohn grenadischer Eltern in Aruba geboren und zog mit seiner Familie im Alter von sechs Jahren nach Grenada. Er studierte Jura in England an der University of London, wo er die politischen Ideen der 68er-Bewegung, der Black-Power-Bewegung und des trinidadischen Marxisten C. L. R. James aufnahm, bevor er im Jahre 1969 nach Grenada zurückkehrte.
Er fing an, auf Grenada nach sowjetischem Vorbild Arbeiterräte aufzubauen, gründete eine sozialistische Partei, das New Jewel Movement (NJM, Jewel steht für Joint Endeavor for Welfare, Education and Liberation – „Vereintes Bemühen um Wohlfahrt, Bildung und Befreiung“), und organisierte die Bevölkerung in Gewerkschaften. Er genoss eine breite Zustimmung auf Grenada, da die Bevölkerung mit der korrupten und willkürlichen Herrschaft Sir Eric Gairys und seiner Mongoose Gang, einer „Schlägertruppe“, unzufrieden war.

### Amtszeit als Premierminister
Nachdem Gairy mit hoher Wahrscheinlichkeit zuvor Wahlen gefälscht hatte, errang Maurice Bishop am 13. März 1979 im Rahmen eines von der Mehrheit der Bevölkerung befürworteten fast unblutigen Putsches die Macht und wurde Premierminister von Grenada. Es wurden einige basisdemokratische Elemente eingeführt, doch auch unter Bishop wurden keine freien Wahlen konkurrierender Parteien gestattet. Die Menschenrechtssituation verbesserte sich unter Bishop.
Bishop setzte in seiner Politik primär auf soziale Reformen wie die Einführung eines kostenlosen Gesundheitssystems und den Bau neuer Schulen. Die Wirtschaft sollte auf einer öffentlichen, einer privaten und einer kooperativen Säule basieren, wozu die Bildung von Genossenschaften gefördert wurde. Als größtes Infrastrukturprojekt wurde der Bau des internationalen Flughafens Point Salines begonnen, auch um den Tourismus zu fördern.

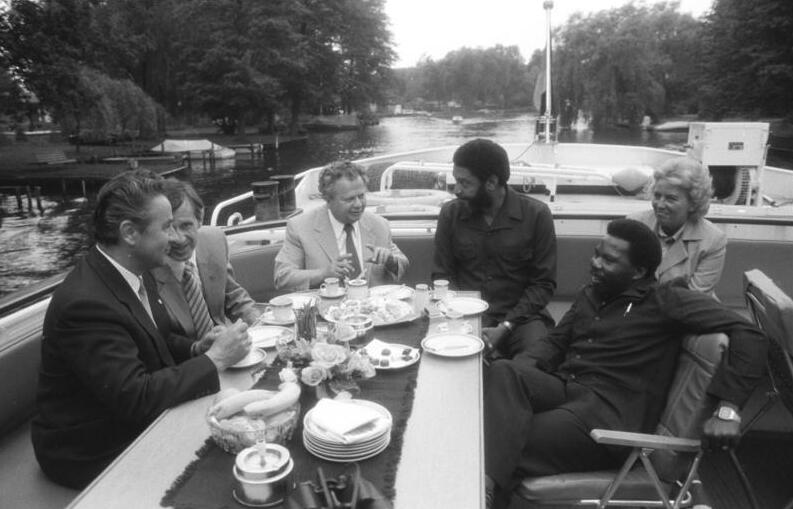
Bishop (Mitte, neben Hermann Axen) besucht mit einer Delegation Vertreter der SED in Ost-Berlin (1982)

Er unterhielt gute Beziehungen zur Sowjetunion und zu Kuba, die Grenada mit Entwicklungshilfe unter anderem beim Bau des Flughafens unterstützten. Vorher war Bishops Versuch gescheitert, zu den Vereinigten Staaten gute Beziehungen aufzubauen. Die Beziehungen zu den USA verschlechterten sich weiter, als Ronald Reagan 1981 Präsident der Vereinigten Staaten wurde. Die US-Regierung verhängte einen umfassenden Boykott über Grenada und veranlasste internationale Kreditinstitutionen, Grenada Kredite vorzuenthalten.
Um die US-Beziehungen zu verbessern, begab sich Bishop auf eine diplomatische Reise in die USA. Ein Treffen im Weißen Haus wurde von der US-Regierung jedoch abgelehnt und es kam lediglich zu Gesprächen mit dem Sicherheitsberater und dem stellvertretenden Außenminister.
Im Juni 1982 besuchte Bishop zusammen mit seinem Außenminister Unison Whiteman und weiteren Delegationsmitgliedern die Deutsche Demokratische Republik.

### Sturz und Hinrichtung
Am 14. Oktober 1983 wurde Bishop von Gegenspielern aus der eigenen Partei, angeführt von Bernard Coard und Hudson Austin, gestürzt und unter Hausarrest gestellt. Nachdem er am 19. Oktober 1983 von seinen Anhängern zwischenzeitlich befreit worden war, ließen ihn seine Rivalen in der Führung des New Jewel Movement am selben Tag in Fort Rupert, dem Hauptquartier des Militärs, durch Erschießen exekutieren. Am 25. Oktober 1983 begannen die Vereinigten Staaten unter dem Codenamen Operation Urgent Fury eine Invasion, in deren Verlauf die Regierung abgesetzt wurde.
Eine Nachfolgeorganisation des New Jewel Movement, das Maurice Bishop Patriotic Movement, existierte bis 2002, spielte im politischen Leben von Grenada aber kaum eine Rolle.

## Ehrungen
Der Flughafen Point Salines, mit dessen Bau unter Maurice Bishops Führung begonnen worden war und dessen Eignung als möglicher Militärflugplatz der US-Regierung einen Grund für die US-Invasion in Grenada lieferte, trägt den Namen Maurice Bishops.

## Schriften
- Forward ever! Three years of the Grenadian Revolution. Speeches of Maurice Bishop. Sydney 1982.
- Selected speeches, 1979–1981. Havanna, 1982.
- Maurice Bishop Speaks. The Grenada Revolution and Its Overthrow, 1979–83. New York 1983, ISBN 0-87348-612-9
- In nobody’s backyard. Maurice Bishop’s speeches, 1979–1983: a memorial volume, edited by Chris Searle. London 1984.